# Marga Hubinek
Marga Hubinek (* 20. Mai 1926 in Wien; † 3. September 2016 in Breitenfurt bei Wien) war eine österreichische Politikerin (ÖVP).

## Leben
Nach der Matura 1944 studierte Marga Hubinek an der Universität Wien Germanistik und Geschichte. Ihre Promotion erfolgte 1949. Ab 1952 war sie Leitende Beamtin des Fonds der Wiener Kaufmannschaft.
Sie engagierte sich in der Österreichischen Frauenbewegung, im Österreichischen Akademikerbund und im Österreichischen Arbeiter- und Angestelltenbund. Von 1959 bis 1970 war sie Mitglied des Wiener Gemeinderates und Abgeordnete zum Wiener Landtag.
Hubinek war von 1970 bis 1990 Abgeordnete zum Nationalrat.
Von 1986 bis 1990 war sie Zweite Präsidentin des Nationalrates.

## Auszeichnungen
- 1977: Großes Goldenes Ehrenzeichen für Verdienste um das Land Wien[2]
- 1990: Großes Silbernes Ehrenzeichen am Bande für Verdienste um die Republik Österreich[2]
- 2013: Leopold-Kunschak-Preis[3]